# 魏斯米希斯巴赫河

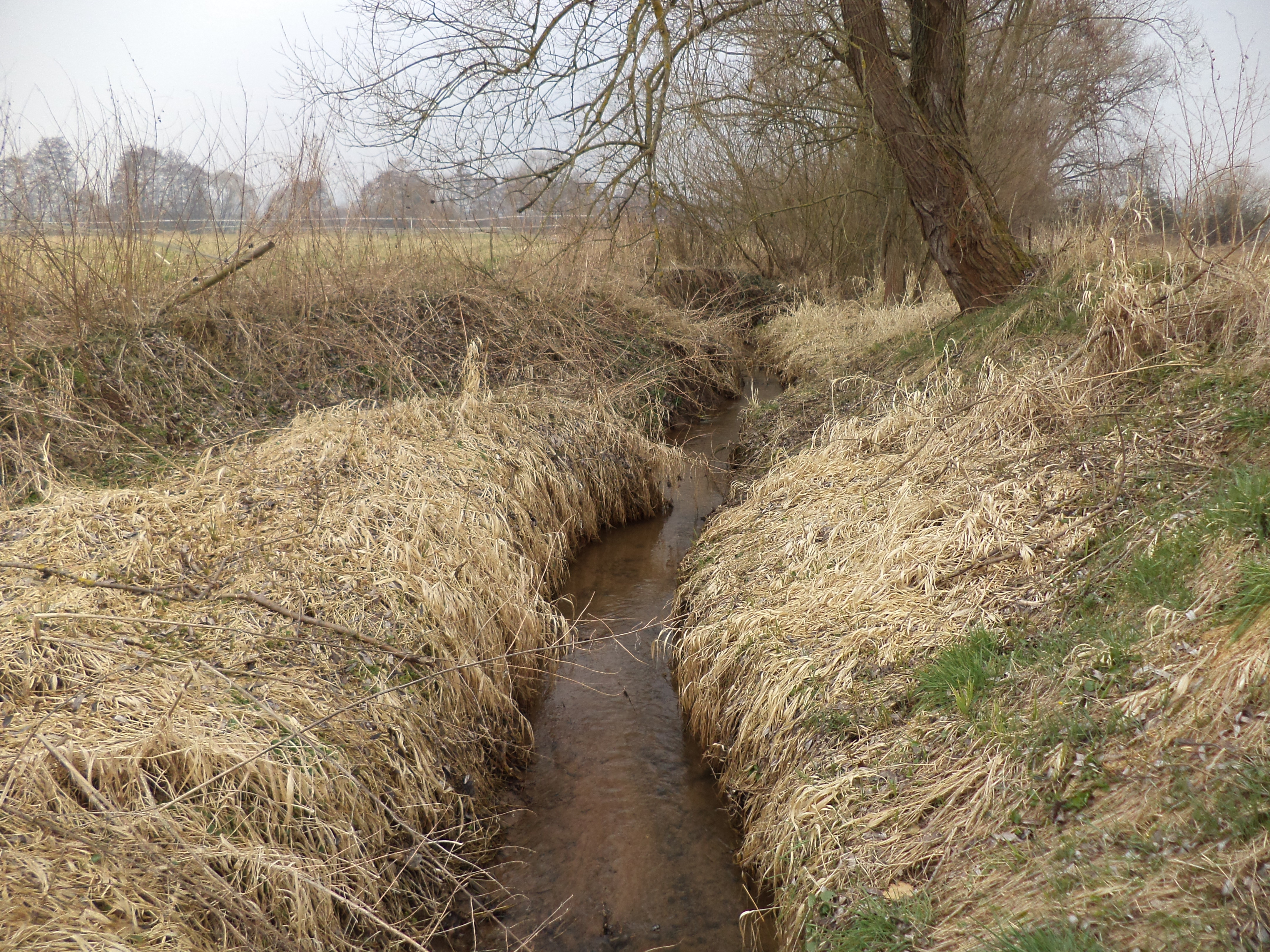

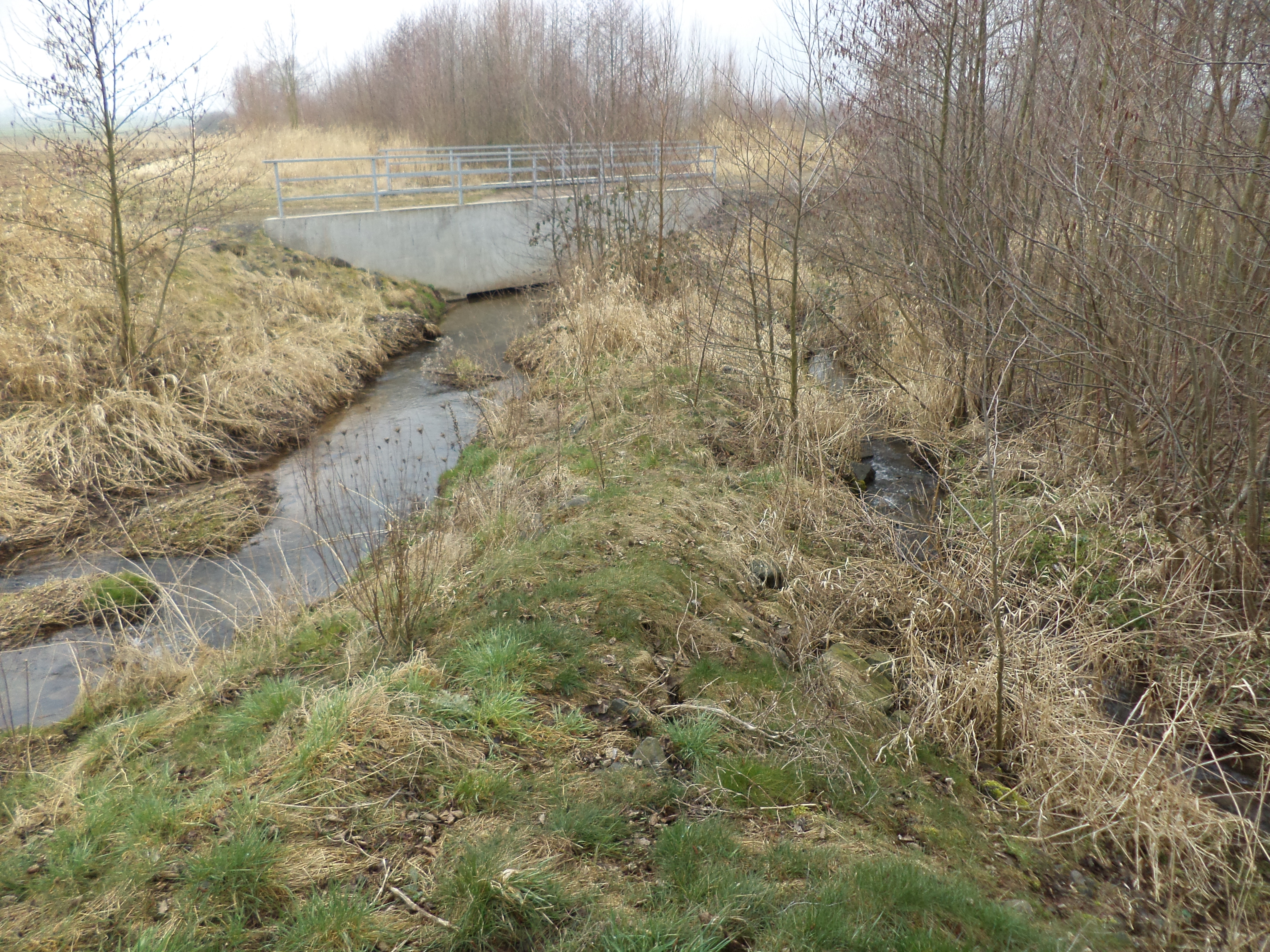

50°09′20″N 9°07′52″E / 50.15563°N 9.13121°E
魏斯米希斯巴赫河（德語：Weismichsbach），是德國的河流，位於該國中部，由黑森州負責管轄，屬於比爾基希斯巴赫河的右支流，河道全長3.3公里，流域面積5平方公里。